# Christian Reichert (Gitarrist)

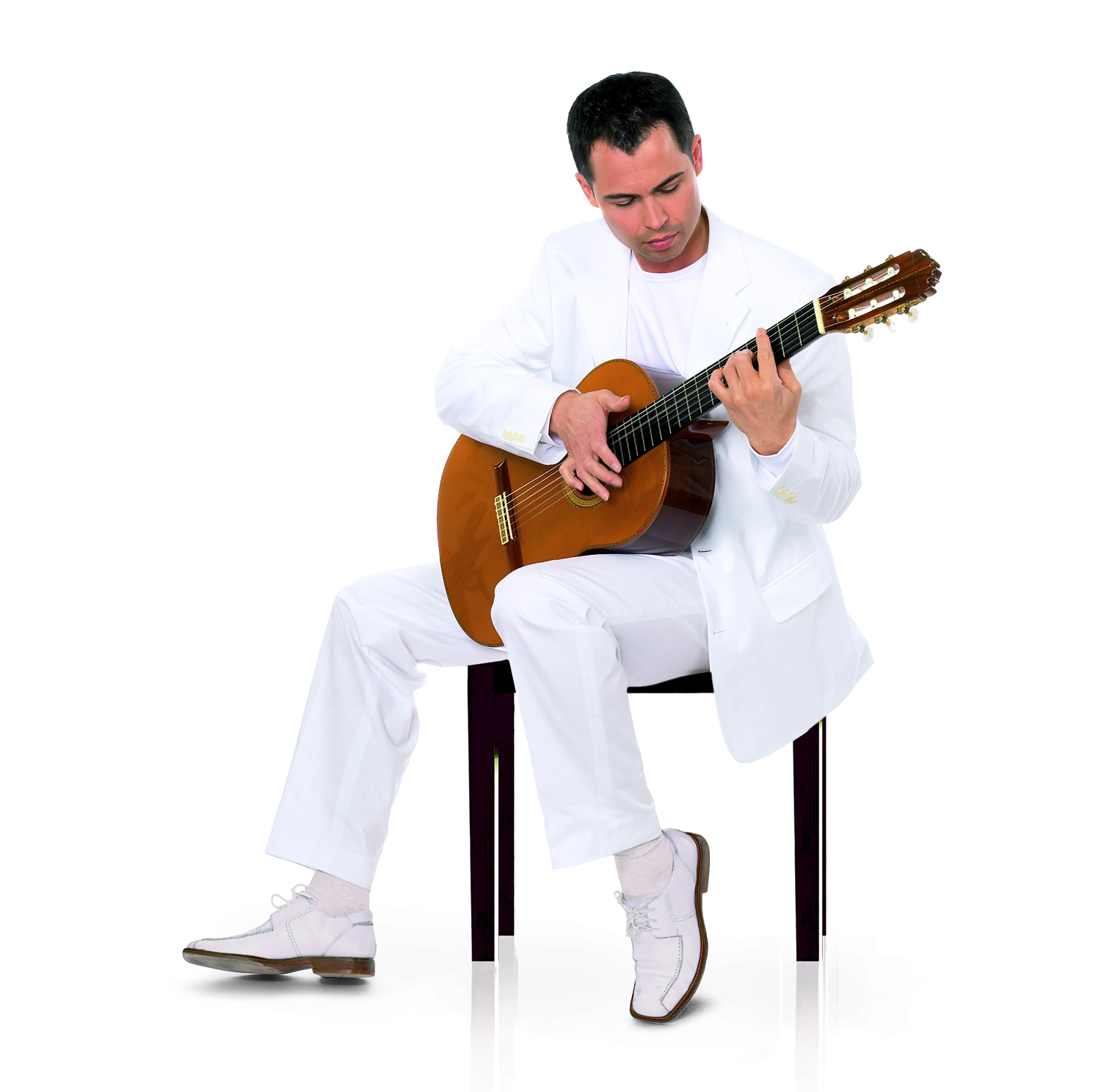
Christian Reichert, 2004

Christian Reichert (* 19. Mai 1971 in Ochsenfurt) ist ein deutscher Gitarrist.

## Leben
Christian Reichert begann bereits mit acht Jahren Gitarre zu spielen. Seine Studien führten ihn an die Musikhochschulen von Würzburg, Freiburg und Köln, wo er sein Solistenexamen mit Auszeichnung abschloss. Er erhielt während dieser Zeit Unterricht von Roberto Aussel, Sharon Isbin, Hubert Käppel, Alvaro Pierri, Manuel Barrueco, Sonja Prunnbauer, Leo Brouwer und Roland Dyens.
Reichert erhielt internationale Preise beim „Segovia-Gitarrenwettbewerb“ in Granada/Spanien, beim Wettbewerb der International Guitarfoundation Plovdiv/Bulgarien, beim 1. Internationalen Musikwettbewerb in Frankfurt und beim Internationalen Gitarrenwettbewerb in Frechen.
Sein Tätigkeitsfeld besteht zu einem Großteil in der Einspielung von Gitarrenkonzerten für pädagogische Zwecke mit Notenmaterial für das in New York ansässige Label Music Minus One. So erarbeitete er viele Gitarrenkonzerte mit renommierten Orchestern wie dem Rousse Philharmonic Orchestra, dem Orchester des Hessischen Rundfunks, dem Sofia Philharmonic Orchestra, dem Plovdiv Philharmonic Orchestra u. a. Er arbeitet mit namhaften Dirigenten wie Nayden Todorov, Kwame Ryan, Karen Kamensek u. v. a.
Im Jahr 2021 veröffentlichte er den ersten Band seiner vierteiligen Gitarrenschule. Das Material dazu entstand in einem über zehnjährigen Prozess direkt in der Praxis mit ständigem Ausprobieren und Anpassen. Zu jeder Lektion wurden professionelle Lehrvideos produziert und sind ergänzend auf seinem YouTube-Kanal verfügbar.
Er unterrichtet eine Gitarrenklasse an der Hochschule für Musik Freiburg und hat gleichzeitig eine Lehrtätigkeit im Kanton Basel-Land in der Schweiz.
Christian Reichert spielt ein sehr breites Spektrum an Musik. Ein besonderes Augenmerk bei der Auswahl seiner Literatur gilt jedoch der Interpretation südamerikanischer und spanischer Komponisten.

## Diskografie
- 1995 Carmen-Fantasie
- 1996 Spanish Blue La Tromba Records
- 1999 Joaquin Rodrigo/Concierto de Aranjuez (Music Minus One - New York)
- 1999 Mauro Giuliani/Concerto op30 (Music Minus One - New York)
- 2000 Joaquin Rodrigo/Fantasia para un Gentilhombre (Music Minus One - New York)
- 2000 M. Castelnuovo-Tedesco/Concerto in D-Dur (Music Minus One - New York)
- 2001 Serenata und Sonatina (Music Minus One - New York)
- 2001 Histoire du Tango (Music Minus One - New York)
- 2001 Cancion
- 2002 Vivaldi, Konzerte C-Dur und D-Dur (Music Minus One - New York)
- 2002 Fernando Sor, Guitar Duets (Music Minus One - New York)
- 2003 Baden Powell, Revisited (Music Minus One - New York)
- 2004 Changing Colors (Waterpipe Records)
- 2005 Ponce, Concierto del Sur (Music Minus One - New York)
- 2005 Fuoco, Latin Music for Classical Guitar (Waterpipe Records)
- 2006 About gypsies, devils and a mountain moor (Hofa)
- 2006 Bossa, Samba und Tango Duets (Music Minus One - New York)
- 2007 F. Carulli, Konzerte in A-Dur und e-moll (Music Minus One - New York)
- 2008 Rodrigo, Ponce - Concierto de Aranjuez, Concierto del Sur (Waterpipe Records)
- 2009 Play Piazzolla (Music Minus One - New York)
- 2020 Samba e Bossa Nova (DistroKid)
- 2022 Cancion (DK)
- 2023 Fernando Sor Guitar Duets - feat. Beata Huang (DK)
- 2025 Carulli Guitar Concertos (DK)

## Auszeichnungen
- 1992 Preisträger des Andres Segovia Wettbewerbs
- 1994 Preisträger beim Internationalen Gitarrenwettbewerb in Krakau / Polen
- 1996 Preisträger beim Internationalen Gitarrenwettbewerb in Frechen
- 1998 1. Preis beim Internationalen Wettbewerb für Interpretation (Neue Musik) in Frankfurt
- 1999 1. Preis beim Wettbewerb der International Guitar Foundation Plovdiv / Bulgarien